# PTA・青少年教育団体共済法
PTA・青少年教育団体共済法（ピーティーエーせいしょうねんきょういくだんたいきょうさいほう、平成22年6月2日法律第42号）は、PTA等の共済に関する日本の法律である。
2010年6月2日に公布された。

## 概要
都道府県教育委員会や文部科学省が認可、監督する仕組みによってPTA等の共済を制度化できることが規定されている。また教育委員会などには立ち入り検査などの監督権限を与え、透明化も図る。
「無認可共済」をめぐる詐欺事件が相次いだことを受けて2005年に保険業法が改正されたが、法律の規定がない「無認可共済」であるPTA共済は2008年4月以降は原則として事業ができなくなるため、事業継続には保険会社との団体保険契約等の対応が必要になった。
しかし、保険会社になると給付範囲が狭くなる、掛金が高くなる等から移行が困難な事例が出てきた。また、公益法人制度改革による経過措置が続いている特例民法法人の共済を除き、任意団体の共済は既に掛金を新たに集められなくなっており、業務を停止した団体も出てきたことに対応するために、ほぼ従来通りの共済事業が実施できるようにするために法律が制定された。